# Claude Haldi
Claude Haldi (ur. 28 listopada 1942 w Lozannie, zm. 25 grudnia 2017) – szwajcarski kierowca wyścigowy.

## Kariera
Haldi rozpoczął karierę w wyścigach samochodowych w 1968 roku od startów w dywizji 3 European Touring Car Championship. Z dorobkiem jednego punktu uplasował się tam na 39 pozycji w klasyfikacji generalnej. W późniejszych latach Szwajcar pojawiał się także w stawce German Racing Championship, 24-godzinnego wyścigu Le Mans, Targa Florio, European GT Championship, World Challenge for Endurance Drivers, World Championship for Drivers and Makes, FIA World Endurance Championship, European Endurance Championship oraz World Sports-Prototype Championship.

## Wyniki w 24h Le Mans
| Rok  | Zespół                                   | Partnerzy                             | Samochód                  | Klasa     | Okr. | Poz. | Klasa Pos. |
| ---- | ---------------------------------------- | ------------------------------------- | ------------------------- | --------- | ---- | ---- | ---------- |
| 1968 | Scuderia Filipinetti                     | Jacques Rey                           | Ferrari 275 GTB/C         | GT +2.0   | 78   | NU   | NU         |
| 1969 | Scuderia Filipinetti                     | Jacques Rey                           | Ferrari 275 GTB/C         | GT +2.0   | 39   | NU   | NU         |
| 1970 | Claude Haldi Hart Ski Racing             | Arthur Blank                          | Porsche 911S              | GT 2.5    | 124  | NU   | NU         |
| 1971 | Claude Haldi                             | Hans-Dieter Weigel                    | Porsche 908/2             | P 3.0     |      | NU   | NU         |
| 1972 | Claude Haldi                             | Paul Keller "Gédéhem"                 | Porsche 911S              | GT 3.0    | 208  | NU   | NU         |
| 1973 | Martini Racing Team                      | Reinhold Joest                        | Porsche 911 Carrera RSR   | S 3.0     | 54   | NU   | NU         |
| 1974 | Escuderia Montjuich                      | José-Maria Fernandez Jean-Marc Seguin | Porsche 911 Carrera RSR   | GT        | 41   | NU   | NU         |
| 1975 | Porsche Club Romand                      | Bernard Béguin Peter Zbinden          | Porsche 911 Carrera Turbo | GTX       | 291  | 15   | 1          |
| 1976 | Schiller Racing Team                     | Florian Vetsch                        | Porsche 934               | GT        | 219  | NU   | NU         |
| 1977 | Schiller Racing Team                     | Florian Vetsch Angelo Pallavicini     | Porsche 934               | GT        | 123  | NU   | NU         |
| 1978 | Haberthur Mecarillos-Cégécol Racing Team | Herbert Müller Nick McGranger         | Porsche 935/76            | Gr.5 +2.0 | 140  | NU   | NU         |
| 1979 | Claude Haldi                             | Herbert Loewe Rodrigo Terran          | Porsche 935               | Gr.5 +2.0 | 275  | 11   | 4          |
| 1980 | Meccarillos Racing                       | Bernard Béguin Volkert Merl           | Porsche 935               | Gr.5      | 37   | NU   | NU         |
| 1981 | Claude Haldi Charles Ivey Racing         | Mark Thatcher Hervé Poulain           | Porsche 935               | Gr.5      | 260  | NU   | NU         |
| 1982 | Claude Haldi                             | Rodrigo Terran François Hesnault      | Porsche 935 K3            | Gr.5      | 141  | NU   | NU         |
| 1983 | Claude Haldi                             | Günther Steckkönig Bernd Schiller     | Porsche 930               | B         | 217  | NU   | NU         |
| 1984 | Claude Haldi                             | Altfrid Heger Jean Krucker            | Porsche 930               | B         | 285  | 16   | 2          |
| 1985 | WM Peugeot                               | Roger Dorchy Jean-Claude Andruet      | WM P83B-Peugeot           | C1        | 73   | NU   | NU         |
| 1986 | WM Secateva                              | Roger Dorchy Pascal Pessiot           | WM P83B-Peugeot           | C2        | 301  | 12   | 3          |
| 1987 | Rothmans Porsche AG                      | René Metge Kees Nierop                | Porsche 961               | GTX       | 199  | NU   | NU         |
| 1988 | WM Secateva                              | Roger Dorchy Jean-Daniel Raulet       | WM P87-Peugeot            | C1        | 59   | NU   | NU         |
| 1993 | Scuderia Chicco d’Oro                    | Olivier Haberthur Charles Margueron   | Porsche 911 Carrera RSR   | GT        | 299  | 18   | 4          |